# Platycoelia sandia
Platycoelia sandia är en skalbaggsart som beskrevs av Smith 2003. Platycoelia sandia ingår i släktet Platycoelia och familjen Rutelidae. Inga underarter finns listade i Catalogue of Life.